# Cuxhavener Nachrichten
Die Cuxhavener Nachrichten erscheinen in der Kreisstadt Cuxhaven und der benachbarten Gemeinde Nordholz als Tageszeitung. Die Cuxhavener Nachrichten sind die einzig echte lokale Zeitung. Sie werden von der Cuxhaven-Niederelbe Verlagsgesellschaft mbH & Co KG herausgegeben. Der Verlag unterhält lediglich eine Lokalredaktion; die überregionalen Seiten werden von der bei der Bremerhavener Nordsee-Zeitung ansässigen Redaktionsgemeinschaft Nordsee produziert. Der Verlag gibt neben den Cuxhavener Nachrichten die Niederelbe-Zeitung mit Sitz in Otterndorf heraus.
Gedruckt werden die Cuxhavener Nachrichten im Druckzentrum Nordsee in Bremerhaven (an der Autobahnabfahrt Bremerhaven-Geestemünde).
Die Cuxhaven-Niederelbe Verlagsgesellschaft mbH & Co KG ist zum Teil im Besitz der SPD, die ihre Anteile an dem Blatt über ihre Medienholding DDVG hält. Dieser bedeutende Anteil am heutigen Monopol-Blatt der Stadt fiel der Partei zu, nachdem von den einst drei in Cuxhaven erscheinenden Tageszeitungen durch zwei Fusionen nur ein Titel blieb. Eines der ehemaligen Blätter, die Cuxhavener Presse, war ein hundertprozentiges Parteiblatt gewesen.

## Auflage
Die Cuxhavener Nachrichten haben wie die meisten deutschen Tageszeitungen in den vergangenen Jahren an Auflage eingebüßt. Die verkaufte Auflage ist in den vergangenen 10 Jahren um durchschnittlich 3,8 % pro Jahr gesunken. Im vergangenen Jahr hat sie um 3,6 % abgenommen. Sie beträgt gegenwärtig (Stand 2023) 7376 Exemplare. Der Anteil der Abonnements an der verkauften Auflage liegt bei 85,9 Prozent.
| 1998  | 1999  | 2000  | 2001  | 2002  | 2003  | 2004  | 2005  | 2006  | 2007  | 2008  | 2009  | 2010  | 2011  | 2012  | 2013  | 2014  | 2015  | 2016  | 2017 | 2018 | 2019 | 2020 | 2021 | 2022 | 2023 | 2024 |
| ----- | ----- | ----- | ----- | ----- | ----- | ----- | ----- | ----- | ----- | ----- | ----- | ----- | ----- | ----- | ----- | ----- | ----- | ----- | ---- | ---- | ---- | ---- | ---- | ---- | ---- | ---- |
| 13831 | 13779 | 13834 | 13642 | 13301 | 13208 | 12941 | 12824 | 12581 | 12344 | 12132 | 12009 | 11704 | 11660 | 11517 | 11190 | 10831 | 10409 | 10034 | 9763 | 9310 | 9036 | 8991 | 8756 | 8190 | 7654 | 7376 |